# Corriere della Paura
Il Corriere della Paura (en français : Le Courrier de la Peur) est un magazine italien en noir et blanc de comics d’horreur.

## L’histoire
En 1973, Editoriale Corno (1961-1984) avait passé des accords avec Marvel Comics pour l’exploitation de plusieurs comics du groupe dans la péninsule italienne. Maria Grazia Perini (1950-2012), l'une des figures majeures du groupe, eut l’idée d’offrir à ses lecteurs la première revue italienne spécialisée dans l’horreur dans la mesure où les « cryptes » de la Marvel étaient abondamment fournies. Pendant 22 numéros mensuels, de juin 1974 à mars 1976, Il Corriere della Paura proposa donc les versions italiennes d’histoires parues dans différentes revues du groupe américain.
Le principe initial de la revue était simple : sur 48 pages grand format, proposer des histoires en noir et blanc avec pour chaque numéro un thème central : Dracula, Frankenstein, zombies, … Ce schéma est abandonné à partir du no 4, certains héros « populaires » comme Dracula revenant plus souvent. C’est d’ailleurs la raison pour laquelle ce « courrier de la peur » fut remplacé par une nouvelle série entièrement consacrée au Prince des ténèbres.

## Publications
Chaque numéro avait un format de 21 × 27,5 cm :
1. Finalmente la vera storia del conte Dracula
2. L'uomo lupo esiste !!
3. Gli zombie
4. Ritorna Frankenstein
5. Si può vendere l'anima al diavolo ?
6. L'evocazione di satana
7. Ritorna Simon Garth !
8. Altre notizie sul Voo-Doo !
9. Ancora una volta... Dracula !
10. Simon Garth, 22 !
11. Il grande ritorno di Frankenstein !
12. Fantasmi e spettri allo specchio
13. Reincarnazione 2
14. Hitler, mago e stregone !
15. Morbius !
16. I cacciatori di vampiri
17. La donna che vide uccidere se stessa !
18. Le sedute spiritiche
19. Fratello Voo-Doo !
20. Simon Garth e il testamento di sangue
21. Fratello Voo-Doo - L'uomo che visse due volte
22. Per l'ultima volta Simon Garth !